# Sprawozdania Archeologiczne
Sprawozdania Archeologiczne là một tạp chí khoa học và công nghệ của Ba Lan, được xuất bản bởi Viện Khảo cổ học và Dân tộc học thuộc Viện Hàn lâm Khoa học Ba Lan. Tạp chí là nơi công bố các công trình nghiên cứu về khảo cổ học đương đại. Các bài báo trên tạp chí cũng thảo luận về các phương pháp khảo sát thực địa, phân tích cũng như các vấn đề quan tâm đối với nghề khảo cổ và sự tương tác của nó với xã hội. Tạp chí xuất bản bằng tiếng Anh và tiếng Đức, một năm có 1 tập.

## Mã số xuất bản
- ISSN: 0081-3834 (bản in)
- GICID: 71.0000.1500.0157
- DOI: 10.22858/SA
- Nhà xuất bản: Viện Khảo cổ học và Dân tộc học thuộc Viện Hàn lâm Khoa học Ba Lan
- Nhóm chuyên môn: Khảo cổ học

## Chỉ số ảnh hưởng
- Chỉ số SJR (Scimago Journal Rank) năm 2019: 0.145[2]
- Chỉ số SNIP (Source Normalized Impact per Paper) năm 2019: 0.210[2]
- Chỉ số Scopus CiteScore năm 2019: 0.6[2]
- Chỉ số H Index năm 2019: 2[3]
- Danh mục tạp chí SCIE năm 2019: Nhóm Q3[3]
- Điểm khoa học theo Bộ Giáo dục và Đào tạo Đại học Ba Lan: 100[2]
- Tạp chí Sprawozdania Archeologiczne được lập chỉ mục trích dẫn khoa học ở các cơ sở dữ liệu: Scopus; ERIH - European Reference Index for the Humanities; CEJSH - The Central European Journal of Social Sciences and Humanities[4].

## Ban biên tập
- Tổng biên tập: Giáo sư, Tiến sĩ khoa học Piotr Włodarczak
- Thư ký biên tập: Tiến sĩ Anna Rauba-Bukowska
- Biên tập viên kỹ thuật: Tiến sĩ Joanna Kulczyńska-Kruk